# Santa Claus (Indiana)
Pour les articles homonymes, voir Santa Claus.
La ville de Santa Claus est située dans le comté de Spencer, dans l’État de l'Indiana, aux États-Unis. Sa population s’élevait à 2 481 habitants lors du recensement de 2010, estimée à 2 411 habitants en 2017.

## Source
- (en) Cet article est partiellement ou en totalité issu de l’article de Wikipédia en anglais intitulé « Santa Claus, Indiana » (voir la liste des auteurs).